# たつの市立揖保川中学校
たつの市立揖保川中学校（たつのしりつ いぼがわちゅうがっこう）は、兵庫県たつの市に所在する公立中学校。
西国街道の要衝「正條の渡し」の近傍に位置し、現在も校地は西国街道に面している。

## 沿革
戦後の学制改革において、半田村・神部村・河内村の3か村は当初から組合設立に動き、組合立中学校の設立に至る。3か村が合併し揖保川町となり、さらにたつの市となった現在も単独校として残り、統合・分離を経験しないまま現在に至る。3か村の合併後、「一町一校の中学校は、みな町名を冠した中学校となっております。」として正條中学校から揖保川中学校へと校名を変更する。
本校の前身として、3か村の組合立で設けられた神部高等小学校（1897年-1909年）、及び揖水青年学校（-1948年）が認められる。本校設立時に揖水青年学校生徒を本校の第2学年・第3学年として受け入れ、また本校の校地は揖水青年学校のそれを使用している。以下、公式HP「揖保川中学校沿革」による。
- 1947年4月1日 - 半田・神部・河内村学校組合正條中学校設置。
- 1950年6月1日 - 開校記念体育大会開催。
- 1951年4月1日 - 町村合併により揖保川町立正條中学校と校名変更。
- 1953年4月1日 - 兵庫県立龍野実業高等学校定時制揖保川分校設置、校舎を共用する。
- 1964年3月31日 - 兵庫県立龍野実業高等学校定時制揖保川分校廃校。
- 1969年4月1日 - 正條中学校廃名、揖保川町立揖保川中学校と改名。
- 1996年9月5日 - 校訓制定。
- 2005年10月1日 - 市町村合併により、たつの市立揖保川中学校と校名変更。

## 部活動

### 運動部
- 野球部
- バレーボール部
- 卓球部
- 体操部
- 剣道部
- ソフトテニス部
- 陸上競技部

### 文化部
- 吹奏楽部
- 美術部
- 家庭科部

## 校区
たつの市のうち、旧揖保川町区域。以下の小学校区が該当する。
- たつの市立半田小学校
- たつの市立神部小学校
- たつの市立河内小学校

## 交通アクセス
- JR山陽本線竜野駅より東へ徒歩7分

## 通学区域が隣接している学校
- たつの市立御津中学校
- たつの市立龍野西中学校
- 相生市立双葉中学校
- 相生市立那波中学校